# East Lancs Nordic
L'East Lancs Nordic è un modello di autobus a due piani prodotto dalla East Lancashire Coachbuilders. Il telaio utilizzato era sia il 12 m Volvo B7TL che, in seguito, il tre assi Volvo B9TL. Il veicolo ha circa 73 sedili.
La carrozzeria è essenzialmente una versione più lunga del modello a due piani Myllennium ma viene proposta anche con una carrozzeria allungata del modello Lolyne. Gli unici esemplari in Gran Bretagna sono i 10 autobus con carrozzeria Lolyne e telaio Volvo B7L realizzati per la First Glasgow e alcuni autobus con carrozzeria Myllennium e telaio Volvo B9TL, uno dei quali utilizzato dalla Roadliner di Poole con una livrea verde e nera, ed i sei esemplari della Weaveaway nell'Oxfordshire che hanno una livrea color argento.
Questo allestimento è stato proposto solo sui mercati al di fuori della Gran Bretagna. La Arriva Denmark ne ha 14 con telaio Volvo B7L  - unici esemplari di autobus a due piani della Danimarca - che li ha impiegati a Copenaghen verniciandoli con una livrea gialla. Sono stati impiegati con un contratto con la HT, ora HUR, una autorità che gestisce il trasporto pubblico. Uno di questi è stato distrutto in un incendio mentre gli altri 13 sono stati consegnati alla Ensignbus che doveva rivenderli. Almeno uno è stato trasformato in autobus a tetto aperto e venduto in Italia. La City Trafik sempre a Copenaghen impiega 22 esemplari di questo autobus con telaio Volvo B7L.